# Baileyothrips arizonensis
Baileyothrips arizonensis är en insektsart som först beskrevs av Gary Scott Morgan 1913.  Baileyothrips arizonensis ingår i släktet Baileyothrips och familjen smaltripsar. Inga underarter finns listade i Catalogue of Life.